# Allan Nielsen
Allan Nielsen (ur. 13 marca 1971 w Esbjerg) – duński piłkarz, występujący na pozycji pomocnika, trener.

## Kariera
W wieku 18 lat został sprowadzony do niemieckiego Bayernu. W ciągu trzech lat gry dla tego klubu zagrał jedynie sześć minut w spotkaniu Bundesligi z Herthą Berlin, wygranym przez Bawarczyków 7:3. Gracz nie przedłużył kontraktu z FCB i w czerwcu 1991 roku wybrał ofertę kontraktu zaproponowaną przez szwajcarski FC Sion. Na Stade Tourbillon nie rozegrał jednakże żadnego oficjalnego meczu i już po trzech miesiącach zdecydował się na powrót do ojczyzny.
Następnie dołączył do Odense. Wraz z drużyną De Stribede sięgnął po Puchar Danii w roku 1993. W styczniu 1994 roku Nielsen został sprowadzony do ówczesnego mistrza kraju, FC København. W żadnym z dwóch kolejnych sezonów nie powtórzył sukcesu z 1993 roku. W 1996 zdecydował się zmienić drużynę na Brøndby. Pół roku później, jako piłkarz Chłopców z zachodnich peryferii sięgnął po swój pierwszy tytuł mistrza kraju. 16 sierpnia 1995 roku zadebiutował w reprezentacji Danii w meczu kwalifikacyjnym do mistrzostw Europy w Anglii z Armenią, w którym strzelił decydująca o wygranej bramkę na 2:0.
W sezonie 1995–96 powtórzył sukces sprzed roku, sięgając po drugie mistrzostwo Superligaen z rzędu. Potem wraz z Larsem Olsenem, Jensem Risagerem, Kimem Vilfortem oraz Mogensem Kroghiem został wybrany przez trenera Richarda Richard Møllera Nielsena do gry w turnieju finałowym EURO 96'. Latem 1996, za 1.65 milionów funtów, przeniósł się do angielskiego Tottenham Hotspur F.C.
W pierwszym roku spędzonym na White Hart Lane zaliczył 29 występów ligowych i strzelił 6 bramek. Rok później został włączony do duńskiej kadry na Mundial we Francji. Reprezentacja wyszła z grupy po wygranej z Arabią Saudyjską i remisie z Marokiem, prowadzona przez Bo Johansson. W meczu 1/8 finału z Nigerią wygrała 4:1. W ćwierćfinale Duński Dynamit przegrał z Brazylią i zakończył występy w turnieju.
W 1999 roku zdobył pierwsze trofeum na Wyspach Brytyjskich. W finale Pucharu Ligi Spurs jego drużyna pokonała 1:0 Leicester City po golu Nielsena. Po konflikcie z menedżerem George’em Grahamem w marcu 2000 został wypożyczony do pierwszoligowego Wolverhampton Wanderers. Następnie Johansson umieścił go w swojej kadrze na EURO w Belgii i Holandii. Byli mistrzowie trafili do grupy śmierci z Francją, Holandią i Czechami i rozgrywki zakończyli już po trzech spotkaniach bez punktu na koncie.
Po wygaśnięciu kontraktu z drużyną Grahama Nielsen zdecydował się na przejście do Watfordu. W ciągu trzech lat gry nie zagrał w żadnym oficjalnym spotkaniu. Karierę zdecydował się zakończyć w Herfølge BK w sezonie 2004–05, w wieku 34 lat. W klubie tym pracował wtedy jako grający menedżer.
W rodzimej kadrze zawodnik wystąpił 44 razy i strzelił 7 bramek.